# 1966–1967-es bajnokcsapatok Európa-kupája
A bajnokcsapatok Európa-kupája 12. szezonja. A kupát a skót Celtic FC csapata nyerte. Az Internazionale elleni döntőt a portugál Estádio Nacionalban (Lisszabon) játszották 1967. május 25-én.
A főtáblára jutó csapatok száma ebben a szezonban bővült az addigi 16-ról 32-re.

## Eredmények

### Selejtező
| 1. csapat        | Össz. | 2. csapat       | 1. mérk. | 2. mérk. |
| ---------------- | ----- | --------------- | -------- | -------- |
| Sliema Wanderers | 1–6   | CSZKA Szófia    | 1–2      | 0–4      |
| Waterford        | 1–12  | Vorwärts Berlin | 1–6      | 0–6      |

### 1. forduló
| 1. csapat             | Össz. | 2. csapat         | 1. mérk. | 2. mérk. |
| --------------------- | ----- | ----------------- | -------- | -------- |
| Malmö FF              | 1–5   | Atlético Madrid   | 0–2      | 1–3      |
| Admira Energie Vienna | 0–1   | Vojvodina         | 0–1      | 0–0      |
| KR                    | 4–8   | Nantes            | 2–3      | 2–5      |
| Celtic FC             | 5–0   | FC Zürich         | 2–0      | 3–0      |
| Ajax                  | 4–1   | Beşiktaş JK       | 2–0      | 2–1      |
| Liverpool             | 3–31  | Petrolul Ploieşti | 2–0      | 1–3      |
| Esbjerg               | 0–6   | Dukla Praha       | 0–2      | 0–4      |
| Haka                  | 1–12  | Anderlecht        | 1–10     | 0–2      |
| Internazionale        | 1–0   | Torpedo Moszkva   | 1–0      | 0–0      |
| Vasas                 | 7–0   | Sporting          | 5–0      | 2–0      |
| 1860 München          | 10–1  | Omonia            | 8–0      | 2–1      |
| Aris                  | 4–9   | Linfield          | 3–3      | 1–6      |
| CSZKA Szófia          | 3–2   | Olimbiakósz       | 3–1      | 0–1      |
| Górnik Zabrze         | 3–32  | Vorwärts Berlin   | 2–1      | 1–2      |

1 A Liverpool egy harmadik mérkőzésen 2–0-ra legyőzte a Petrolul Ploieşti csapatát, így továbbjutott a következő körbe.

2 A Górnik Zabrze egy harmadik mérkőzésen 3–1-re legyőzte a Vorwärts Berlin csapatát, így továbbjutott a következő körbe.
- A 17 Nëntori Tirana nem állt ki a mérkőzésre így a norvég Vålerenga léphetett tovább a következő körbe.

### 2. forduló (Nyolcaddöntő)
| 1. csapat       | Össz. | 2. csapat     | 1. mérk. | 2. mérk. |
| --------------- | ----- | ------------- | -------- | -------- |
| Atlético Madrid | 3–31  | Vojvodina     | 3–1      | 0–2      |
| Nantes          | 2–6   | Celtic FC     | 1–3      | 1–3      |
| Ajax            | 7–3   | Liverpool FC  | 5–1      | 2–2      |
| Dukla Praha     | 6–2   | Anderlecht    | 4–1      | 2–1      |
| Internazionale  | 4–1   | Vasas         | 2–1      | 2–0      |
| 1860 München    | 2–3   | Real Madrid   | 1–0      | 1–3      |
| Vålerenga       | 2–5   | Linfield      | 1–4      | 1–1      |
| CSZKA Szófia    | 4–3   | Górnik Zabrze | 4–0      | 0–3      |

1A Vojvodina egy harmadik mérkőzésen 3–2-re legyőzte a Atlético Madrid csapatát, így továbbjutott a következő körbe.

### Negyeddöntő
| 1. csapat      | Össz. | 2. csapat    | 1. mérk. | 2. mérk. |
| -------------- | ----- | ------------ | -------- | -------- |
| Vojvodina      | 1–2   | Celtic FC    | 1–0      | 0–2      |
| Ajax           | 2–3   | Dukla Praha  | 1–1      | 1–2      |
| Internazionale | 3–0   | Real Madrid  | 1–0      | 2–0      |
| Linfield       | 2–3   | CSZKA Szófia | 2–2      | 0–1      |

### Elődöntő
| 1. csapat      | Össz. | 2. csapat    | 1. mérk. | 2. mérk. |
| -------------- | ----- | ------------ | -------- | -------- |
| Celtic FC      | 3–1   | Dukla Praha  | 3–1      | 0–0      |
| Internazionale | 2–21  | CSZKA Szófia | 1–1      | 1–1      |

1 Az Internazionale egy harmadik mérkőzésen 1–0-ra legyőzte a CSZKA Szófia csapatát, így bejutott a döntőbe.

### Döntő
| 1967. május 25. | Celtic FC                | 2–1   | Internazionale        | Estádio Nacional (Lisszabon) Nézőszám: 45,000 v.: Tschenscher (NSZK) |
| 1967. május 25. | Gemmell 62' Chalmers 85' | (0–1) | Mazzola 7' (11-esből) | Estádio Nacional (Lisszabon) Nézőszám: 45,000 v.: Tschenscher (NSZK) |

| Az 1966–67-es bajnokcsapatok Európa-kupájának győztese |
| Celtic FC 1. cím                                       |
| ← 1965–66 Real Madrid                                  |
| Manchester United 1967–68 →                            |